# 小行星1756
小行星1756（1756 Giacobini）是一颗绕太阳运转的小行星，为主小行星带小行星。该小行星于1937年12月24日发现。
該小行星以法國天文學家米歇爾·賈可比尼命名。

## 轨道参数
小行星1756的轨道半长轴为2.5486625 UA，离心率为0.23。